# Ratusz w Lubece

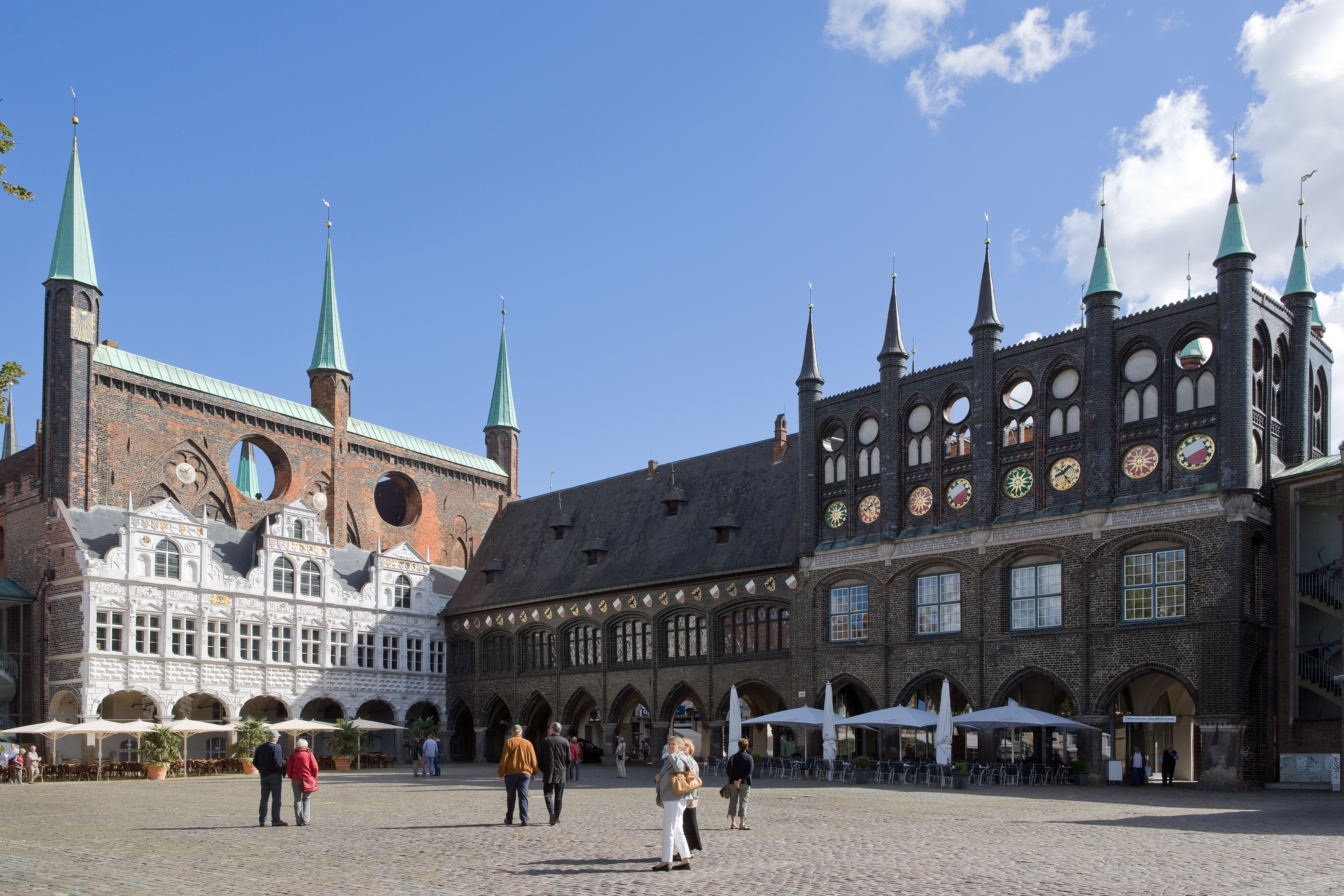
Ratusz w Lubece

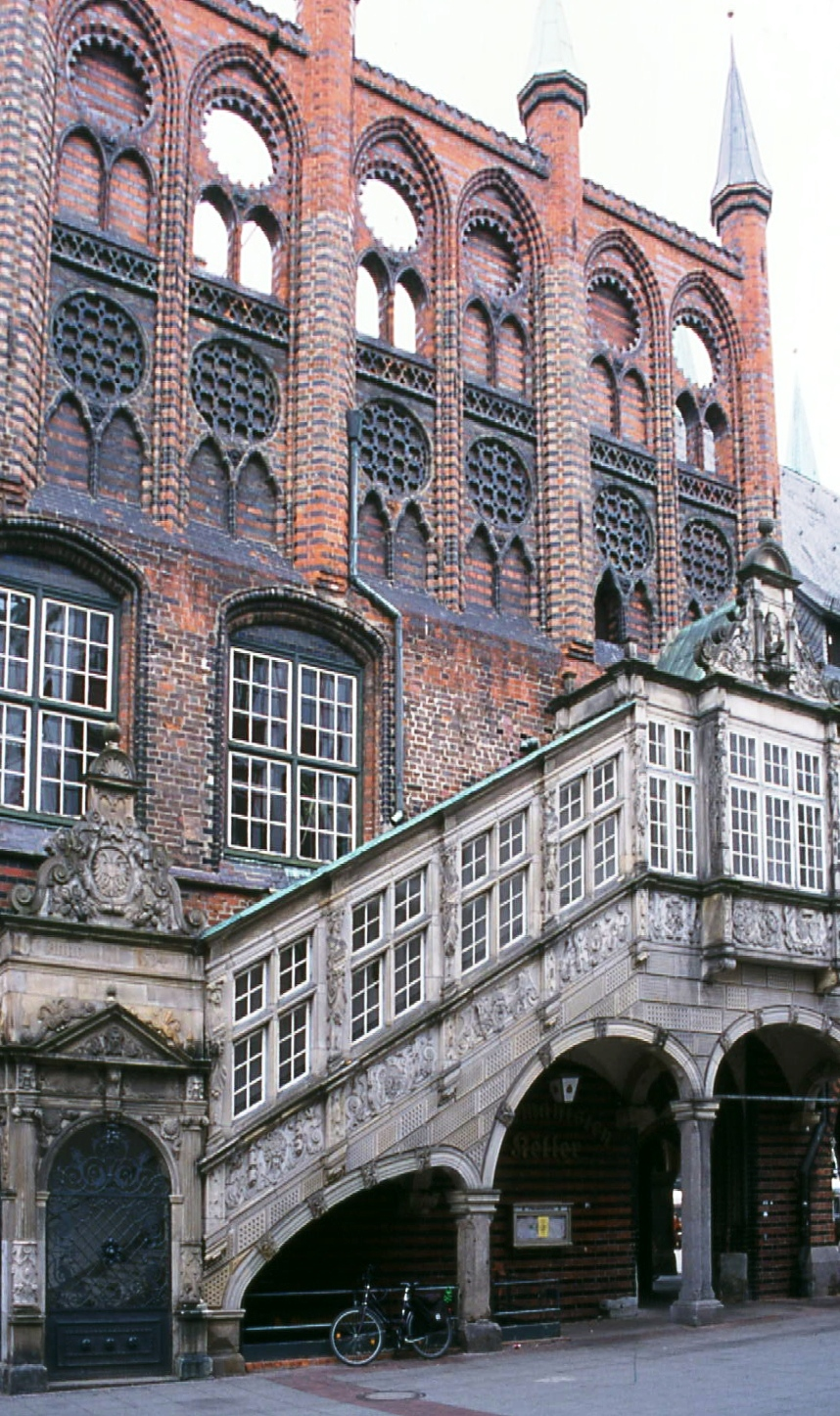
Ratusz w Lubece: renesansowe schody

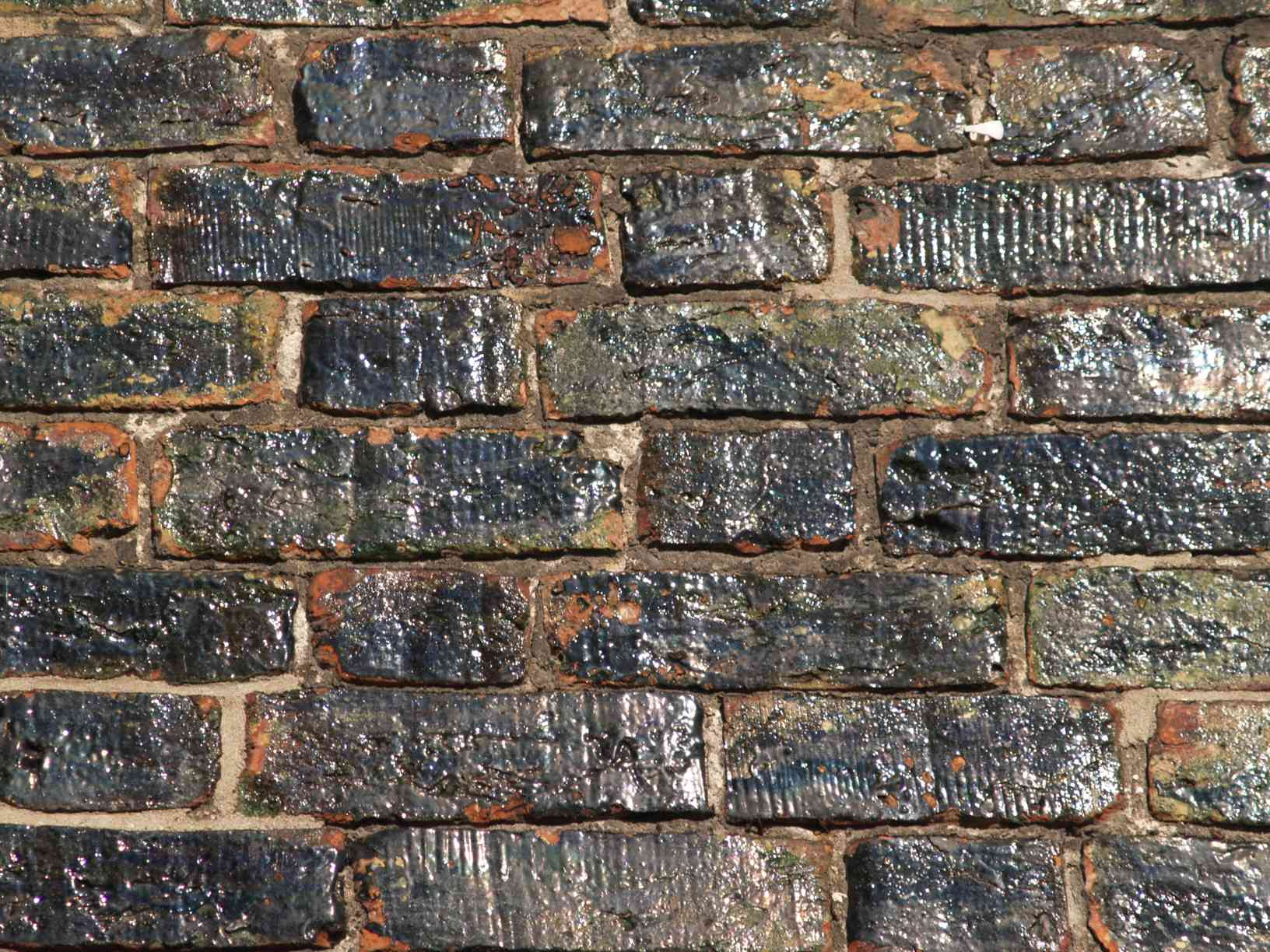
Glazurowane cegły ratusza w Lubece

Ratusz w Lubece – jeden z najznamienitszych przykładów północnoniemieckiej gotyckiej architektury ceglanej. Zbudowany w XIV w., do dziś służy jako siedziba burmistrza miasta Lubeki oraz miejsce obrad lokalnego parlamentu (niem. Bürgerschaft). 
Ratusz jest jednym z głównych zabytków lubeckiego hanzeatyckiego Starego Miasta, które w 1987 zostało wpisane na listę dziedzictwa kulturowego UNESCO.

## Historia
Budowę ratusza rozpoczęto około 1230 roku, wkrótce po nadaniu Lubece praw wolnego miasta i ukończono około 1308 roku. Z tego okresu do dzisiaj zachowała się część gotyckiej ściany południowej. 
W 1435 nastąpiła rozbudowa w stylu późnogotyckim, w czasie której wzniesiono z różnokolorowych cegieł reprezentacyjną fasadę (niem. Schauwand) zwieńczoną serią wieżyczek. Ok. 150 lat później dodano renesansową loggię od strony rynku. W 1594 od strony Breite Straße wybudowano renesansowe schody w stylu holenderskim, prowadzące do tzw. Izby Wojennej (niem. Kriegsstube). Nazwa tej izby zdradza wielki wpływ Hanzy na politykę miasta, które często było uwikłane w konflikty wojenne z państwami Europy północnej.
Budynek ratusza spoczywa na arkadach o sklepieniu krzyżowo-żebrowym, pod którymi wcześniej mieściły się kantory złotników i stała waga miejska. Prace budowlane w ratuszu prowadzono także w 1887 roku gdy zbudowano hol wejściowy z klatką schodową.
W 1942 roku budynek został uszkodzony podczas brytyjskiego nalotu bombowego.
Po dziś dzień ratusz jest siedzibą burmistrza miasta oraz miejscem obrad lokalnego parlamentu. Do kompleksu budynków ratusza należy również Kancelaria (niem. Kanzleigebäude) usytuowana przy Breite Straße.

## Wystrój wnętrz
Zaraz za wejściem do ratusza znajduje się przestronne foyer oraz klatka schodowa udekorowana licznymi obrazami przedstawiającymi sceny z historii miasta Lubeki. Po prawej stronie uwagę przykuwa renesansowy portal wykonany w 1574 przez Tönniesa Eversa Starszego. Portal prowadzi do sali audiencyjnej, której wyposażenie zdradza styl przejściowy pomiędzy późnym barokiem a rokoko. Ściany zdobi 10 obrazów alegorycznych autorstwa Stefano Torelli wykonanych w latach 1754-1761.
Właśnie nad salą audiencyjną w średniowieczu znajdowała się sala obrad Hanzy, zastąpiona w 1818 przez pomieszczenia administracyjne.
W skrzydle zachodnim usytuowana jest sala obrad lokalnego parlamentu, przebudowana w 1891 w stylu neogotyckim. W korytarzach znajdują się obrazy przedstawiające byłych burmistrzów i rajców miejskich. Portrety burmistrzów von Wickede oraz von Höveln przypisywane są lubeckiemu malarzowi z okresu renesansu Hansowi Kemmerowi.